# Un detectiv cu cântec (film)
Un detectiv cu cântec (titlu original: The Singing Detective) este un film american de crimă, de comedie, muzical din 2003 regizat de Keith Gordon. Rolurile principale au fost interpretate de actorii Robert Downey Jr., Robin Wright Penn și Jeremy Northam. Este bazat în mod liber pe serialul BBC cu același nume, o lucrare a scenaristului britanic Dennis Potter.

## Prezentare
Romancierul detectiv Dan Dark este internat din cauza unei boli de piele numită psoriazis și artrită psoriazică paralizantă. În preajma medicilor și asistentelor, ocazional are halucinații cu numere muzicale coregrafice. Aceștia încearcă să-l ajute pe Dark, dar sunt respinși de furia și amărăciunea lui Dark față de toată lumea. În încercarea de a-și rezolva problemele mentale, medicii îl trimit la psihiatrul Dr. Gibbon. Doctorul bănuiește că gândurile din spatele acestor probleme se află în romanul lui Dark, The Secret Detective, care este despre un cântăreț de club de noapte/detectiv particular, angajat de Mark Binney, care preia un caz ciudat care implică prostituate și doi bărbați misterioși. El are fantezii despre carte în timpul acestor întâlniri, cu oameni din lumea reală acționând ca personaje fictive.
După ce a citit câteva pagini, Gibbon crede că Dark ar putea avea o problemă cu femeile. Acest lucru face ca Dark să revină la copilărie, când mama sa lucra ca prostituată și a făcut sex cu mai mulți bărbați acasă, inclusiv cu partenerul de afaceri al tatălui său. Oamenii pe care i-a întâlnit în copilărie acționează ca personaje din fanteziile romanului său; mama lui este o prostituată, partenerul de afaceri al tatălui său este un tip bogat, iar doi călători pe care îi întâlnește o singură dată într-un autobuz sunt niște bandiți.
În ciuda îmbunătățirii stării pielii, atitudinea lui se înrăutățește după ce a aflat că un studio de film este interesat să cumpere drepturile pentru The Singing Detective. Află de acest lucru de la soția sa Nicola, care este și prostituată în romanul fanteziilor sale. El este paranoic considerând că Nicola încearcă să-i fure munca pentru bani și că Gibbon este amestecat. În plus, cei doi bătăuși din fanteziile sale au intrat în lumea reală, plănuind să se răzvrătească împotriva autorului pentru că i-a făcut mereu să piardă timpul, în loc să joace roluri mai importante, cum ar fi să fie ofițeri ai guvernului federal.
În cele din urmă, însă, Dark este vindecat mental după o discuție cu Gibbon despre copilăria sa. El afirmă că tatălui său nu i-a păsat de el pentru că era greu de crescut, iar Dan citea adesea singur în camera lui. De asemenea, tatăl său și-a bătut constant soția și copilul. Tocmai când este pe cale să fie eliberat din spital, are o altă halucinație în care realitatea se întâlnește cu romanul fanteziilor sale; cei doi bandiți îi târăsc rapid patul de spital prin clădire și încearcă să-l omoare, în timp ce el se imaginează ca detectiv alături de alte femei de vodevil. Totul se termină când detectivul fictiv împușcă autorul real. După halucinație, pleacă din spital împreună cu soția sa.

## Distribuție
- Robert Downey Jr. - Dan Dark
  - David Dorfman - tânărul Dan Dark
- Robin Wright Penn - Nicola / Nina / Blonde
- Jeremy Northam - Mark Binney
- Katie Holmes - Nurse Mills
- Mel Gibson - Dr. Gibbon
- Adrien Brody - First Hood
- Jon Polito - Second Hood
- Carla Gugino - Betty Dark / Hooker
- Saul Rubinek - Skin Specialist
- Alfre Woodard - Chief of Staff
- Amy Aquino - Nurse Nozhki
- Eddie Jones - Moonglow Bartender
- Clyde Kusatsu - Visiting Japanese Doctor